# ルナ4号
ルナ4号（ロシア語：Template:Ang、ラテン文字表記の例：Luna 4）は、1963年にソビエト連邦が打上げた無人月探査機。世界初の月面への軟着陸を目指したが、軌道修正に失敗したため月を外れた。

## 設計
詳細は同型機ルナ9号を参照
ルナ4号はランダーと飛行ステージより構成されていた。ランダーは実際に月面へ着陸する球形のカプセルで、飛行ステージはランダーを月面まで送り届ける役目を持っていた。全体での質量は1422 kgであった。
ランダーは世界初の月面パノラマ写真を撮影する予定であった。また、放射線計も搭載していた。飛行ステージは着陸の際にランダーを減速させるため逆噴射ロケットを装備していた。ランダーは着陸直前に飛行ステージより分離され、エアバッグによる着陸を行う設計であった。

## 飛行
1963年4月2日、ルナ4号はモルニヤ8K78ロケットによって打上げられた。ルナ4号は直接月へ向かうのではなく、一度地球周回軌道に留まった後に打上げロケット第4段燃焼によって月への軌道に乗せられた。しかし、月へ向かう途中で制御装置に問題が発生し、姿勢制御が上手く行かなくなったため中間軌道修正に失敗した。
4月5日、ルナ4号は目的を果たすことなく月より8400 km地点を通過した。その後探査機は少なくとも4月7日まで電波を送信し続けた。ルナ4号は第二宇宙速度に達していなかったために8万9250 km×69万4000 kmという長大な地球周回軌道に留まったが、この軌道は不安定であり、その後摂動によって地球の重力圏を離れ、太陽を周回する人工惑星になったと見られている。